# Ectropis mixtistriga
Ectropis mixtistriga là một loài bướm đêm trong họ Geometridae.